# Music-hall
Pour les articles homonymes, voir Music Hall.
 (juillet 2023).
Le music-hall, ou music hall, désigne un genre de spectacle et un type d'édifice. Il est l'héritier du café-chantant ayant émergé dans les années 1770 et du café-concert ; toutefois il s'en distingue par son agencement comprenant un « promenoir ».
Terme d'origine anglaise, il est attesté en français à partir de 1862. Selon le lexicographe Alain Rey, le mot est attesté dans un contexte américain, à partir de l’anglais des États-Unis. L’évolution de la musique populaire, après 1945, a rendu le mot désuet. Un terme approchant est théâtre de variétés.

## Histoire
Tenant son origine du Evans's Supper Room, le music-hall est un genre artistique qui apparaît avec l'urbanisation croissante, du milieu du XIXe siècle jusqu'aux années 1920. Il s'établit dans les grandes villes européennes de France, d'Angleterre et d'Allemagne. Il traverse les époques et attire de nombreux spectateurs de diverses classes sociales qui viennent profiter de ses attraits festifs et nocturnes.

### Royaume-Uni
La première salle de music-hall à Londres est construite en 1852 par Charles Morton, surnommé le « père du music-hall ». La salle ressemblait à la plupart des salles de concerts contemporaines, mais possédait un espace plus grand capable d'accueillir de 500 à 5 000 spectateurs. En 1856, on compte une trentaine de salles, et plus de 300 en 1878.

### France

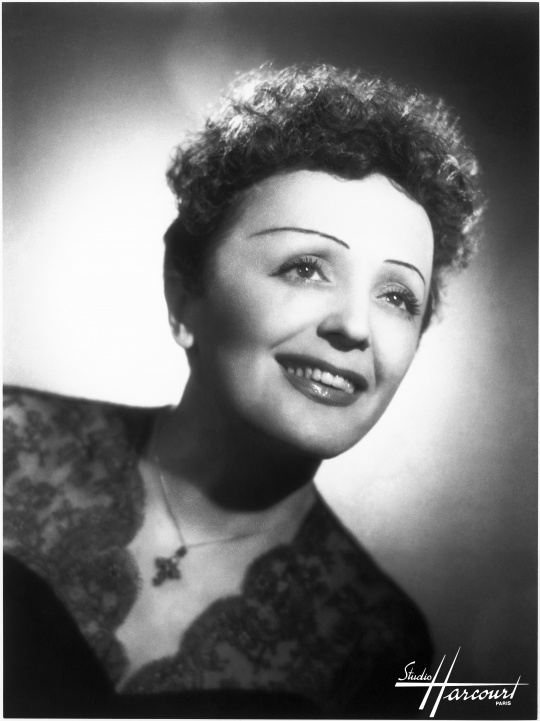
Édith Piaf, représentante du music-hall, ici en 1950.

Joseph Oller reprend l'idée de Charles Morton d'introduire des divertissements dans son établissement, développant ainsi de nouveaux lieux à Paris. C'est ainsi que se créent les Folies Bergère en 1886, l'Olympia en 1893, l'Alhambra en 1904, Bobino en 1917, le Casino de Paris en 1917, l'ABC en 1933, les Folies Wagram, l'Apollo, le Concert Mayol, Le Palace.
Le Moulin-Rouge est la première salle à porter officiellement le nom de « music-hall ». Entre les années 1890 et 1930, les salles de music-hall se trouvent essentiellement dans les 9e, 10e et 18e arrondissements actuels. Elles s'implantent dans des quartiers présentant une vie nocturne dynamique, voire un attrait touristique. Autour de ces lieux se concentrent des activités marchandes (kiosques, boutiques de souvenirs) ainsi que des hôtels.
De nombreuses salles en province et à l'étranger portent alors le titre de « music-hall de Paris ». En 1869, les Folies Bergère donnent leurs premières opérettes et leurs premières revues. Puis des tours de chant et de variétés se sont succédé au fil des ans. Le spectacle de « corps de femmes » est également une spécialité du lieu. Le Moulin-Rouge est inauguré le 6 octobre 1889. C'est à l'origine un café-concert jardin, avant de devenir un music-hall sous la direction de Charles Zidler. En 1902 c'est à la fois un théâtre-concert, un restaurant, une taverne, un bal et une salle de boxe pour femmes.
Le Lido, avant la Seconde Guerre mondiale, est un lieu de divertissements et de baignades des classes sociales favorisées. En 1933, l'établissement ferme à la suite d'une liquidation judiciaire. En 1936, Léon Volterra en prend la direction, remplace la piscine par une salle de spectacle où des diners-spectacles sont proposés. En 1946, Joseph et Louis Clérico en sont les nouveaux dirigeants, et leurs fils dirigent aujourd'hui[Quand ?] encore le Lido et le Moulin-Rouge.
Le Casino de Paris est d'abord en 1730 une salle privée. Il devient un music-hall en 1900, présentant alternativement des opérettes, de la lutte et de la boxe. En 1914 la salle devient un cinéma, tout en présentant des spectacles de music-hall. En 1917, elle n'est plus qu'un music-hall, et depuis 1928 des spectacles divers y sont donnés.
Le 12 avril 1893, La Goulue, artiste de Montmartre, inaugure l'Olympia, music-hall construit par Joseph Oller sur le terrain vague d'un petit parc forain. La salle change fréquemment de propriétaire, et de nombreuses rénovations y sont effectuées, jusqu'au krach de 1929 qui contraint Jacques Haïk à la transformer en cinéma. Il faudra attendre 1953, avec l'arrivée de Bruno Coquatrix, pour y voir le retour de quelques opérettes. Le premier spectacle de music-hall a lieu le 5 février 1954. En 1990, le bâtiment est déplacé et propose aujourd'hui[Quand ?] des spectacles variés et essentiellement musicaux.
Dans les années 1950, à cause de l'amélioration du cinéma, le développement de la radio et la banalisation du gramophone, le music-hall connait un déclin. Il est concurrencé par de nouvelles pratiques : clubs de jazz, cabarets de la chanson « rive gauche », où il est possible de consommer de l'alcool. Les music-halls disparaissent en masse, souvent remplacés par des salles de cinéma. L'ère « moderne » du music-hall (après-guerre) se concentre sur quelques salles : l'ABC (fermé en 1965), le théâtre de l'Étoile (ex-Folies Wagram, fermé en 1964), l'Alhambra (démoli en 1967), Bobino (démoli en 1985), l'Olympia (le seul encore en activité).
Des music-halls mineurs du point de vue culturel (comme le Lido) gardent un attrait touristique. Les architectures qui n'ont pas été démolies ont souvent été restaurées et maintenues.

## Caractéristiques
Le music-hall peut être caractérisé par trois éléments : son service, son spectacle et les dimensions de la salle. Une soirée au music-hall doit comporter un dîner composé d'aliments luxueux ainsi que la consommation de boissons alcoolisées. Les spectacles sont dits de « revue théâtre », c'est-à-dire une succession de « tableaux » et d'attractions. Ces revues sont obligatoirement en possession d'un orchestre et d'un corps de ballet ainsi que de chanteuses. Les revues présentées sont, pour l'époque, en rupture avec la tradition. Le corps des femmes est dénudé et leurs chorégraphies marquent l'apparition de danses typiques du genre, tel le cancan, où le comique et l'excitation érotique sont suscités. À la différence d'un cabaret ou d'un café-concert, les salles doivent pouvoir accueillir de nombreux spectateurs, par exemple à Paris le Lido peut accueillir 1 200 personnes, les Folies Bergère 1 600 et le Moulin-Rouge 950. Celles-ci possèdent un décor comportant des couleurs rouge, symbole de la passion et de la tentation, et qui renvoient à la liberté des mœurs attribuée à ces lieux, ainsi que le doré, couleur du luxe.

### Architecture des salles
Le music-hall cherche à éblouir le spectateur par son architecture faite de marbre et de pierre de taille, son auditorium somptueusement aménagé, ses foyers élégants et luxueux ainsi que ses promenades illuminées par une multitude d'ampoules électriques.

## Artistes
Les artistes du genre comprennent notamment Édith Piaf, La Goulue, Gaby Deslys, Mistinguett, Maurice Chevalier, Joséphine Baker, Alfred Vance, Andrée d'Alaza (dite Blondinette (1878), artiste de music-hall, chanteuse et danseuse des Folies Bergère) et Simone d'Herlys.